# Traktat w Erzurum (1823)
Traktat w Erzurum – traktat podpisany 28 lipca 1823 pomiędzy imperium osmańskim oraz Persją.
Pomimo podpisania w 1639 roku traktatu w Kasr-e Szirin, który wyznaczał granicę pomiędzy oboma krajami, w górskim rejonie Zuhab dochodziło do dalszych konfliktów granicznych. W odpowiedzi na perskie prowokacje sułtan Mahmud II ogłosił w 1821 roku rozpoczęcie wojny przeciw Persji. Na skutek udanej kampanii tureckiej podpisano w Erzurum traktat pokojowy, który potwierdził granicę z 1639 roku, nie rozwiązał jednak nadal sporów granicznych.